# Fernand-Henri-Gabriel Reynoird
Fernand-Henri-Gabriel Reynoird, francoski general, * 1885, † 1964.